# Jonas Hector
Jonas Hector (* 27. května 1990 Saarbrücken) je bývalý německý profesionální fotbalista, který hrál na pozici levého obránce. Mezi lety 2014 a 2019 odehrál také 43 utkání v dresu německé reprezentace, ve kterých vstřelil 3 branky.

## Klubová kariéra
- SV Auersmacher (mládež)
- SV Auersmacher 2009–2010
- 1. FC Köln II 2010–2012
- 1. FC Köln 2012–2023

## Reprezentační kariéra
V A-mužstvu Německa debutoval 14. 11. 2014 v kvalifikačním zápase v Norimberku proti reprezentaci Gibraltaru (výhra 4:0).
Trenér Joachim Löw jej zařadil do závěrečné 23členné nominace na EURO 2016 ve Francii. Němci získali na turnaji bronzové medaile, v semifinále je vyřadila domácí Francie po výsledku 0:2.